# 俺たちの旅 (中村雅俊の曲)
「俺たちの旅」（おれたちのたび）とは、中村雅俊の楽曲で、4枚目のシングル。1975年10月10日に日本コロムビアから発売された。

## 概要
収録曲2曲は、1975年10月～翌1976年10月放送の日本テレビ系ドラマ『俺たちの旅』の主題歌・挿入歌（劇中歌）に採用。
オリコンチャートの登場週数は45週、チャート最高順位は週間2位、累計87.0万枚のセールスを記録した 。
収録曲2曲とも編曲のチト河内がリーダーを務めたトランザムによる演奏だが、レコード会社との契約の関係上、ノンクレジットとなっている。
両曲ともトランザム編曲によるInstrumental、小椋桂によるセルフカバー（編曲：俺たちの旅＝小野崎孝輔、ただお前がいい＝安田裕美）がある。

### エピソード
この曲のヒットにより、日本コロムビアからヨーロッパ旅行をプレゼントされ、その際に「スプリンター」というグループの曲に作詞した縁で、そのグループの所属していた会社の社長であるジョージ・ハリスンに彼の自宅で会うことができた。

## 収録曲
全作詞・作曲：小椋佳　編曲：チト河内

### A面
1. 俺たちの旅（4分07秒）

### B面
1. ただお前がいい（3分27秒）